# Бойкопонурское сельское поселение
Бойкопонурское се́льское поселе́ние — муниципальное образование в Калининском районе Краснодарского края России. 
В рамках административно-территориального устройства Краснодарского края ему соответствует Бойкопонурский сельский округ.
Административный центр — хутор Бойкопонура.

## География
Бойкопонурское сельское поселение граничит на севере с Гришковским сельским поселением, на юге — с Динским и Красноармейским районами Краснодарского края.

## История
Образовано 1 января 2006 года.

## Население
| 2010  | 2012  | 2013  | 2014  | 2015  | 2016  | 2017  |
| ----- | ----- | ----- | ----- | ----- | ----- | ----- |
| 4208  | ↘4199 | ↘4184 | ↗4228 | ↗4256 | ↘4214 | ↗4221 |
| 2018  | 2019  | 2020  | 2021  | 2023  |       |       |
| ↘4201 | ↗4220 | ↗4275 | ↘4085 | ↘4043 |       |       |

## Населённые пункты
В состав сельского поселения (сельского округа) входят 4 населённых пункта:
| № | Населённый пункт | Тип населённого пункта | Население (чел.) |
| - | ---------------- | ---------------------- | ---------------- |
| 1 | Андреевская      | станица                | ↘1747            |
| 2 | Бойкопонура      | хутор                  | ↗2018            |
| 3 | Васильевка       | хутор                  | ↗129             |
| 4 | Долиновское      | село                   | ↘314             |